# Sidi Damed
Sidi Damed (în arabă سيدى دامد) este o comună din provincia Médéa, Algeria.
Populația comunei este de 5.009 locuitori (2008).